# Sezulfe
Sezulfe é uma povoação portuguesa sede da Freguesia de Sezulfe do Município de Macedo de Cavaleiros, freguesia com 15,20 km² de área e 271 habitantes (censo de 2021), tendo, por isso, uma densidade populacional de 17,8 hab./km².
Sezulfe foi vila e sede de concelho até ao início do século XIX, quando foi anexado no já extinto concelho de Cortiços. O pequeno município era composto apenas pela freguesia da sede.

## Demografia
A população registada nos censos foi:
| Distribuição da População por Grupos Etários | Distribuição da População por Grupos Etários | Distribuição da População por Grupos Etários | Distribuição da População por Grupos Etários | Distribuição da População por Grupos Etários |
| -------------------------------------------- | -------------------------------------------- | -------------------------------------------- | -------------------------------------------- | -------------------------------------------- |
| Ano                                          | 0-14 Anos                                    | 15-24 Anos                                   | 25-64 Anos                                   | > 65 Anos                                    |
| 2001                                         | 16                                           | 21                                           | 99                                           | 48                                           |
| 2011                                         | 23                                           | 20                                           | 117                                          | 103                                          |
| 2021                                         | 17                                           | 18                                           | 111                                          | 125                                          |

## Património
- Igreja Paroquial de São João Baptista de Sezulfe
- Capela do Divino Senhor dos Milagres de Sezulfe
- Fonte de Mergulho de Sezulfe
- Ruínas do Convento das Flores de Sezulfe
- Igreja Matriz de Nossa Senhora do Pilar de Vale Pradinhos
- Fonte de Mergulho de Vale Pradinhos
- Capela de Vale Pradinhos
- Solar do Casal de Vale Pradinhos